# Okres Salcburk-okolí
Okres Salcburk-okolí je okres v rakouské spolkové zemi Salcbursko. Má rozlohu 1004,47 km² a žije zde 142 365 obyvatel (k 1. 1. 2023). Sídlem okresu je město Seekirchen am Wallersee. Okres se dále člení na 37 obcí (z toho 3 města a 6 městysů).

## Města a obce

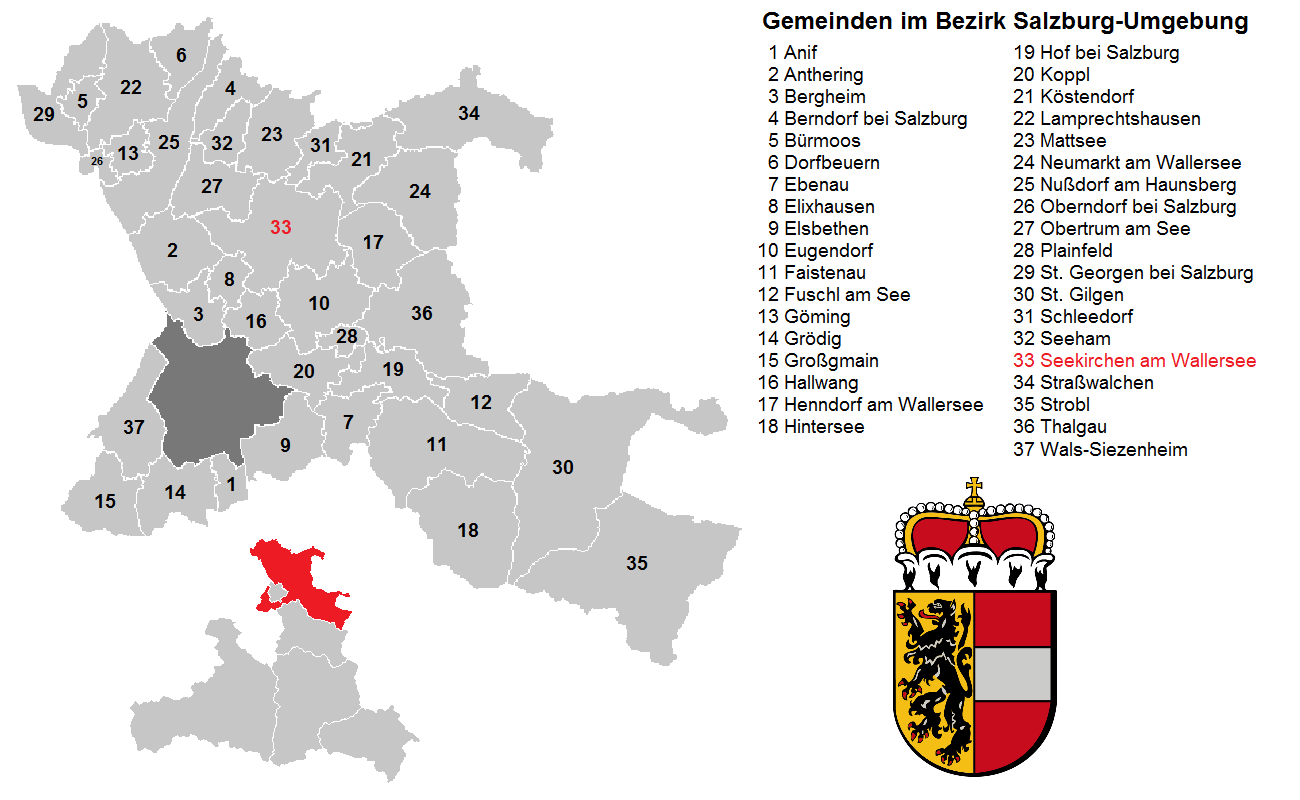
Obce v okrese Salcburk-okolí

| Města: - Neumarkt am Wallersee - Oberndorf bei Salzburg - Seekirchen am Wallersee Městysy: - Eugendorf - Grödig - Mattsee - Obertrum - Straßwalchen - Thalgau Obce: - Anif - Anthering - Bergheim - Berndorf bei Salzburg - Bürmoos - Dorfbeuern - Ebenau - Elixhausen | - Elsbethen - Faistenau - Fuschl am See - Göming - Großgmain - Hallwang - Henndorf am Wallersee - Hintersee - Hof bei Salzburg - Koppl - Köstendorf - Lamprechtshausen - Nußdorf am Haunsberg - Plainfeld - St. Georgen bei Salzburg - St. Gilgen - Schleedorf - Seeham - Strobl - Wals-Siezenheim |